# Lanius newtoni
Lanius newtoni е вид птица от семейство Laniidae. Видът е критично застрашен от изчезване.

## Разпространение
Разпространен е в Сао Томе и Принсипи.